# 壬酸乙酯
壬酸乙酯是一种化学式 C11H22O2 的有机化合物。

## 存在
壬酸乙酯存在于黄梨、香蕉、欧洲李、苹果、帕马森奶酪、牛奶、啤酒、白兰地、朗姆酒、威士忌、葡萄酒、小麦面包、牛肉、玉米油、葡萄和接骨木中。

## 制备
壬酸乙酯可以由壬酸和乙醇在少量盐酸存在下于甲苯中反应而成。

## 性质
壬酸乙酯是一种易燃、有香味的无色液体，几乎不溶于水。

## 用处
壬酸乙酯用作食用香精。